# Makalé Camara
Hadja Makalé Camara (* 1956 in Mamou) ist eine guineische Anwältin, Diplomatin und Politikerin, die  2016 bis 2017 als Außenministerin Guineas tätig war.

## Leben
Camara wurde 1956 in Mamou geboren. 1980 schloss sie ihr Studium an der Gamal Abdel Nasser Universität in Conakry mit einem Master in Arbeitsrecht ab. Sie war ein Humphrey Fellow.
Camara war von 1980 bis 1985 in verschiedenen Funktionen im öffentlichen Dienst tätig. 1986 wurde sie zur Generalinspekteurin beim Ministerium für den öffentlichen Dienst ernannt, zuständig für das Arbeitsrecht und die Schiedsgerichtsbarkeit zwischen Gewerkschaften und Arbeitgebern. Von 1991 bis 1992 war sie Mitglied des Comité Transitoire de Redressement National (CTRN), das mit der Ausarbeitung einer neuen Verfassung befasst war.
Camara wurde in das Kabinett berufen, als Guinea unter Militärherrschaft stand, 1992 als Staatssekretärin für soziale Angelegenheiten, Frauenförderung und Kindheit und 1994 als Ministerin für Landwirtschaft, Viehzucht und Forstwirtschaft. Von 1997 bis 2000 war sie Vorsitzende des Verwaltungsrates des Nationalen Amtes für Arbeit und Arbeitskräfte und während des Krieges in Liberia und Sierra Leone Generalsekretärin der Réseau des Femmes Africaines Ministres et Parlementaires (REFAMP, Netzwerks der afrikanischen Ministerinnen und Parlamentarierinnen) in Guinea.
Camara wurde 2002 zur Botschafterin Guineas in Senegal, Gambia, Kap Verde und Mauretanien ernannt und diente für eine Amtszeit von fünf Jahren. 2007 wurde sie zur Botschafterin in Frankreich, Spanien, Portugal und Marokko ernannt und war Guineas Vertreterin bei der UNESCO, der Internationalen Organisation der Frankophonie und des Internationalen Büro für Bildung (engl. International Bureau of Education, IBE). Sie war von 2012 bis 2015 Generalsekretärin von REFAMP und setzte sich für die Gleichstellung der Geschlechter ein.
Camara wurde am 4. Januar 2016 zur Außenministerin der Regierung von Alpha Condé ernannt. Sie ist Mitglied des nationalen Lenkungsausschusses für den „Kampf gegen Genitalverstümmelung“. Am 22. August 2017 wurde Mamadi Touré anstelle von Camara zum Außenminister ernannt.

## Auszeichnungen und Ehrungen
Makalé Camara ist seit Juli 2008 ein Ritter des Nationalen Verdienstordens.